# Kimito
Kimito (finsk: Kemiö) var en kommune i Finland. Kimito var en af tre kommuner på øen Kimito (svensk: Kimitoön, finsk: Kemiönsaari), idet de to andre var Västanfjärd og Dragsfjärd. I 2009 blev de tre kommuner slået sammen til Kimitoöns kommune.
Kommunen var beliggende i Vestfinlands len, og den indgik i landskabet Egentliga Finland. Kommunens folketal var 3.301 (2004) og den dækkede et areal på 320,17 km² (havområde undtaget), hvoraf 2,29 km² er søer. Befolkningstætheden var 10,38 indbyggere per km².
Kommunen var tosproget med en majoritet af svensktalende og et mindretal finsktalende.

## Byer
Albrektsböle, Berga, Bjensböle, Bogsböle, Branten, Brokärr, Båtkulla, Böle, Dalby, Dalkarby, Degerdal, Eknäs, Elmdal, Engelsby, Flugböle, Fröjböle (eller Fröjdböle), Gammelby (ved Gammelbyviken), Germundsvidja, Gräsböle, Gundby, Gästerby, Gölpo (udtales jölpå, fi. Kylppy), Helgeboda (hvoraf Rudå udgør en del), Hintsholm (fi. Hintsholma), Hova, Hulta, Högmo, Kalkila (udtales kaltjila), Kastkärr, Kila, Kyrkoby, Koddböle, Koustar, Kuggböle, Kvarnböle, Kåddböle, Kårkulla, Labböle, Lamkulla (udtales lamm-), Lappdal, Lemnäs, Lillvik, Linnarnäs, Långholmen, Lövböle, Majniemi, Makila (udtales ma:tjila), Mattböle, Mattkärr, Mjösund, Måsa, Nordvik, Norrlångvik (beliggende ved Norrlångviken), Norrsundvik, Orrnäs, Pajböle, Pederså, Pungböle, Påvalsby, Reku (udtales reko), Rugnola (udtales rungnåla), Sandö (fi. Santasaari), Sjölax (fi. Syvälahti), Skarpböle, Skoböle, Skog (del af Tolvsnäs), Skogsböle, Skålböle, Skäggböle, Smedaböle (eller Smedsböle), Stenmo, Strömma, Tavastrona, Tjuda, Tolvsnäs (ved Tolvsnäsfjärden), Torsböle, Trotby (udtales tro:t-), Träskö, Vestlax, Viks gård, Viksvidja, Villkärr, Vreta, Västankärr, Västermark og Östermark.